# Piermont (New Hampshire)
Piermont ist der Name einer Town im Grafton County des US-Bundesstaates New Hampshire in Neuengland. Das U.S. Census Bureau hat bei der Volkszählung 2020 eine Einwohnerzahl von 769 ermittelt. Sie wurde nach dem Piemont in Italien benannt und 1764 begründet, obwohl die Besiedelung erst Jahre später stattfand. Von den ursprünglichen Landeigentümern führte eine beträchtliche Anzahl den Titel "Honourable" oder "Esquire" oder hatte einen hohen militärischen Rang inne. Das U.S. Census Bureau hat bei der Volkszählung 2020 eine Einwohnerzahl von xxx ermittelt.

## Geographie

### Lage
Piermont liegt in der White-Mountains-Region New Hampshires an der Grenze zu Vermont und damit am Connecticut River. Dessen westliche Niedrigwasserlinie bildet die Gemeinde- und die Staatsgrenze. Es liegt in Norden einer Upper Valley genannten Region am Connecticut, die sich über Teile New Hampshires und Vermonts erstreckt. Piermont hat eine Fläche von insgesamt 103,6 km², 99,9 km² davon sind Landfläche. Piermont ist das einzige Dorf der Gemeinde.

### Nachbargemeinden
Haverhill im Norden, Warren im Osten, Wentworth und Orford im Süden sowie Bradford in Vermont im Westen.

### Gewässer
Der Eastman Brook entwässert den Lake Tarleton, der zum Teil in Warren liegt. In dessen Nähe liegen die kleineren Lake Armington und Lake Katherine. Der Bean Brook (historisch auch Indian Brook) ist ein kleinerer Bach südlich des Eastman. Beide münden in Piermont in den Connecticut River.

## Geschichte
Die Geschichte von Piermont beginnt mit der Landzuteilung durch Gouverneur Benning Wentworth, die auf den 6. November 1764 datiert. Das Eigentum war in 63 Anteile unterteilt. Von den 60 Eigentümern trugen zwölf den Titel "Honourable", 28 den Titel "Esquire" und neun hatten einen militärischen Titel. Die Besiedelung begann 1768 mit der Ankunft der ersten drei Siedler, gefolgt noch im gleichen Jahr von dem ersten Siedler der Frau und Kind mitbrachte. Man fand das Gebiet sehr wildreich, nicht zuletzt an Wölfen und Bären. Ein Siedler berichtete von einem Bären, der seine Schafe aus der Scheune riss, und das sie zum Mahlen des Korns nach Orford gingen. Zum Kauf von Saatgut war man nach Charlestown gereist, und bei anderer Gelegenheit per "canoe" bis nach Northfield für Bedarfsgüter. Das Land war fruchtbar, neben Korn, Hafer und Kartoffeln gedieh auch Weizen. 1771 wurde die erste Kirchengemeinde durch die Congregationalisten gegründet, der erste Geistliche ließ sich 1776 nieder. Die erste offizielle Mitteilung der Bevölkerungszahl stammt aus dem Jahr 1775, als 168 Einwohner in Piermont gezählt wurden. 15 davon dienten im Militär. Im Januar 1787 wechselten drei Siedler mit ihrem Grundbesitz von Piermont zu Wentworth, doch das gleiche Land ging 1819 wieder an Piermont zurück.
Zur Mitte des 19. Jahrhunderts war Piermont in 14 Schulbezirke unterteilt. Es gab an Eastman und Indian Brook vier Säge- und eine Kornmühle, eine Mühle, die Schindeln, und eine, die Fassadenbretter herstellte sowie einen Wagenbauer und drei Kirchen. Das einzige Postamt war im einzigen Dorf, Piermont Village.
1875 gab es 13 Schulbezirke, der Unterricht dauerte durchschnittlich 22 Wochen im Jahr. Das Haupttätigkeitsfeld der Einwohner war die Landwirtschaft. Daneben wurde Eisenerz abgebaut und Stein gebrochen, der zu Wetzsteinen verarbeitet wurde. Aus einem Steinbruch auf einer Insel im Connecticut kamen Mühlsteine und Steine zum Hausbau. In Piermont wurden 150.000 Schindeln produziert und 675.000 Fuß Schnittholz gesägt. Daneben gab es eine Nabenfabrikation und einen Hersteller, der neben Wetzsteinen auch Büchsen machte.
Gegen Ende des Jahrhunderts waren noch zwölf Schulbezirke mit immer noch 14 Schulen. 170 Schüler wurden von zwei Lehrern und 22 Lehrerinnen unterrichtet. In Piermont hatte die Piermont Mutual Fire Insurance, gegründet 1871, ihren Sitz. Zu einer Korn- und zwei Sägemühlen, von denen eine zudem Stuhlgestelle herstellte, kamen eine Cidermühle, ein weiterer Hersteller von Stuhlgestellen und Leitern, ein Butterfaßproduzent und drei Steinmetze, die zum Teil ihre eigenen Granitbrüche betrieben. Einer arbeitete daneben auch mit importiertem Marmor.
Seit 1894 wird in einer Dorfschule unterrichtet.
In den Dreißiger Jahren des 20. Jahrhunderts bekam Piermont sein erstes Feuerwehrfahrzeug, als ein ortsansässiger Schmied einen alten Cadillac-Lkw umbaute. Die zu dieser Zeit gegründete Freiwillige Feuerwehr galt als Herrenclub, die Ladie's Auxiliary war dazu da, auf Abruf für erforderliche Erfrischungen zu sorgen. Es gab keine Beistandsabkommen mit umliegenden Gemeinden. Wenn Piermont Hilfe brauchte, wurde diese in Rechnung gestellt. Dies änderte sich erst mit dem Beitritt zu gegenseitigen Hilfsabkommen und -organisationen. 1974 gründete sich die Piermont Historical Society.

### Bevölkerungsentwicklung
| Volkszählungsergebnisse – Piermont, New Hampshire | Volkszählungsergebnisse – Piermont, New Hampshire | Volkszählungsergebnisse – Piermont, New Hampshire | Volkszählungsergebnisse – Piermont, New Hampshire | Volkszählungsergebnisse – Piermont, New Hampshire | Volkszählungsergebnisse – Piermont, New Hampshire | Volkszählungsergebnisse – Piermont, New Hampshire | Volkszählungsergebnisse – Piermont, New Hampshire | Volkszählungsergebnisse – Piermont, New Hampshire | Volkszählungsergebnisse – Piermont, New Hampshire | Volkszählungsergebnisse – Piermont, New Hampshire |
| Jahr                                              | 1775                                              | 1783                                              | 1786                                              | 1790                                              | 1800                                              | 1810                                              | 1820                                              | 1830                                              | 1840                                              | 1850                                              |
| ------------------------------------------------- | ------------------------------------------------- | ------------------------------------------------- | ------------------------------------------------- | ------------------------------------------------- | ------------------------------------------------- | ------------------------------------------------- | ------------------------------------------------- | ------------------------------------------------- | ------------------------------------------------- | ------------------------------------------------- |
| Einwohner                                         | 168                                               | 268                                               | 356                                               | 426                                               | 670                                               | 877                                               | 1016                                              | 1042                                              | 1057                                              | 948                                               |
| Jahr                                              | 1860                                              | 1870                                              | 1880                                              | 1890                                              | 1900                                              | 1910                                              | 1920                                              | 1930                                              | 1940                                              | 1950                                              |
| Einwohner                                         | 949                                               | 792                                               | 752                                               | 709                                               | 637                                               | 592                                               | 577                                               | 475                                               | 535                                               | 511                                               |
| Jahr                                              | 1960                                              | 1970                                              | 1980                                              | 1990                                              | 2000                                              | 2010                                              | 2020                                              | 2030                                              | 2040                                              | 2050                                              |
| Einwohner                                         | 477                                               | 462                                               | 507                                               | 625                                               | 708                                               | 790                                               | 769                                               |                                                   |                                                   |                                                   |

## Wirtschaft
Die größten Arbeitgeber in Piermont sind zwei Sommercamps mit 200 beziehungsweise 75 Mitarbeitern bei Betrieb, gefolgt von der Schule mit 25 Mitarbeitern.

## Infrastruktur und Gemeindeeinrichtungen
Die Polizei von Piermont hat einen in Vollzeit beschäftigten Polizeichef und einen weiteren Mitarbeiter in Teilzeit. Ist die gemeindeeigene Polizei nicht verfügbar, ist die New Hampshire State Police zuständig. Feuerwehr und medizinische Notfallversorgung sind Freiwilligenorganisationen. Das nächstgelegene Krankenhaus ist das Cottage Hospital in Woodsville. Piermont betreibt die Bibliothek, die Piermont Public Library, und eine Schule bis zur 8. Klasse. Weiterführender Schulbesuch erfolgt über die Haverhill Schulkooperative. Die Wasserversorgung erfolgt mittels privater Brunnen, die Abwasserentsorgung teils mit privaten Tanks, teils über die gemeindeeigene Abwasserentsorgung und Klärstation. Die Müllabgabe an der 1990 eingerichtete gemeindeeigenen Station erfolgt gegen Gebühr, Recycling ist kostenlos.

### Verkehr
In Piermont verläuft die New Hampshire State Route NH-10 in Nord-Süd-Richtung entlang des Connecticut River. Die NH-25 kommt mit der NH-10 aus Haverhill im Norden und biegt im Ortszentrum nach Westen Richtung Bradford ab. In der anderen Richtung verläuft die NH-25C nach Warren. Eine Anschlussstelle an den I-91 in Vermont ist etwa fünf Kilometer entfernt. Der nächstgelegene Flugplatz ist der nur für kleinere Flugzeuge geeignete Dean Memorial Airport in North Haverhill, der nächstgelegene Flughafen ist der Lebanon Municipal Airport in Lebanon.